# Léontine Gervais
'Léontine Gervais' est un cultivar de rosier grimpant issu de Rosa wichuraiana parmi les plus fameux. Il a été obtenu par Barbier en 1903.

## Description
Ce rosier grimpant élancé et souple est très robuste et peut s'élever au-delà de 7 mètres, pour une envergure de plus de 3 mètres. Il s'agit d'un des meilleurs hybrides de Rosa wichuraiana par la beauté de sa floraison : « un fondu de cuivre, de saumon et d'orangé, insolite et captivant ». En effet sa longue floraison qui intervient en juin provoque une cascade de couleurs allant du rose saumon très pâle au jaune orangé abricot. Il peut y avoir une très légère remontée à la fin de l'été. La rose semi-double à double, de forme un peu lâche et de taille moyenne, est discrètement parfumée.
Le rosier-liane 'Léontine Gervais' peut aller très rapidement à l'assaut de grilles, de barrières ou de pergolas, ou être conduit en pleureur. Sa zone de rusticité est de 4b à 9b ; il s'agit donc d'un cultivar résistant au froid.
'Léontine Gervais' résulte d'un croisement de Rosa wichuraiana Crép. x 'Souvenir de Catherine Guillot'.